# 本多忠興
本多 忠興（ほんだ ただおき）は、伊勢神戸藩の第3代藩主。神戸藩本多家4代。
寛保2年（1742年）11月25日、初代藩主本多忠統の三男で嫡子だった本多忠篤の長男として生まれる。宝暦3年（1753年）、叔父の第2代藩主忠永の養子となる。宝暦10年（1760年）10月13日、忠永の隠居により家督を継ぎ、12月に江戸城馬場先門番に任じられる。宝暦12年（1762年）8月、江戸城一橋門番に任じられ、宝暦13年（1763年）2月に大坂加番代に任じられる。明和2年（1765年）2月に江戸城和田倉門番に任じられた。
明和3年（1766年）7月15日に死去した。享年25。跡を養子の忠奝（忠永の次男）が継いだ。

## 系譜
父母
- 本多忠篤（実父）
- 広橋兼広の娘（実母）
- 本多忠永（養父）

正室
- 松平勝尹の娘

養子
- 本多忠奝 ― 本多忠永の次男